# Kabinet-Kok I
Het kabinet-Kok I (ook bekend als Paars I) was het Nederlandse kabinet van 22 augustus 1994 tot 3 augustus 1998. Het kabinet werd gevormd door de politieke partijen Partij van de Arbeid (PvdA), Volkspartij voor Vrijheid en Democratie (VVD) en de Democraten 66 (D66) na de Tweede Kamerverkiezingen van 1994. Het kabinet-Kok I was een meerderheidskabinet dat zowel in de Eerste Kamer en Tweede Kamer kon rekenen op een ruime meerderheid. Het kabinet-Kok I was het eerste kabinet zonder deelname van een confessionele partij sinds het kabinet-Cort van der Linden in 1918.

## Verloop
Het kabinet kreeg tijdens de zittingsperiode te maken met een ongekende economische groei. Het kabinet zorgde voor sterke lastenverlichting voor burgers en bedrijven. De regels op economisch gebied werden door minister van Financiën Gerrit Zalm verminderd, waardoor bijvoorbeeld de winkeltijden veel ruimer werden. Er kwam veel lastenverlichting voor het bedrijfsleven, maar de burgers profiteerden daarvan. Het kabinet zette het beleid van de vorige kabinetten op verdere privatisering van staatsbedrijven door, er werden onder andere meer stappen genomen met de verzelfstandiging van de Nederlandse Spoorwegen (NS). Om het overheidstekort terug te dringen waren verdere bezuinigingen een belangrijk onderwerp van het kabinet. Minister Zalm kortte flink op de arbeidsvoorwaarden van ambtenaren, de studiefinanciering en het hoger onderwijs. Ook minister van Volksgezondheid, Welzijn en Sport Els Borst en minister van Sociale Zaken en Werkgelegenheid Ad Melkert bezuinigden flink op de kinderbijslag en andere ingrepen in de sociale zekerheid. De Ziektewet (ZW) werd geprivatiseerd en de WAO-premie ging per bedrijfstak verschillen. Daarnaast kwam er een aparte wet voor jonggehandicapten.
Om langdurig werklozen aan tijdelijk werk te helpen voerde minister van Sociale Zaken en Werkgelegenheid Ad Melkert in 1994 vervolgens de zogenaamde Melkertbanen in. Het kabinet werd daarnaast ook direct geconfronteerd met een uit de hand lopend asielbeleid, in alleen al 1994 kwamen er 50.000 asielzoekers naar Nederland. In 1996 werd er door staatssecretaris van Justitie Elizabeth Schmitz inderhaast tentenkampen opgezet in Ermelo wat tot chaotische taferelen in de opvang leidde.
In 1996 voerden minister van Volksgezondheid, Welzijn en Sport Els Borst en minister van Justitie Winnie Sorgdrager het stelsel van donorverklaringen in, waarbij burgers vanaf achttien jaar werd gevraagd of ze na hun overlijden organen en weefsels wilden afstaan aan zieken. Het wetsvoorstel daartoe was door het vorige kabinet al in 1991 ingediend door toenmalig minister van Justitie Ernst Hirsch Ballin en staatssecretaris van Welzijn, Volksgezondheid en Cultuur Hans Simons.
Het kabinet kreeg ook te maken met medisch-ethische kwesties zoals euthanasie. In het vorige kabinet was er een moeizaam compromis bereikt waarin de strafbaarheid werd gehandhaafd, maar van vervolging werd afgezien wanneer een arts zich hield aan een aantal regels. In 1997 brachten minister van Volksgezondheid, Welzijn en Sport Els Borst en minister van Justitie Winnie Sorgdrager een brief uit over de meldingsprocedure inzake euthanasie en hulp bij zelfdoding. Er kwamen regionale toetsingscommissies die beoordelen of de zorgvuldigheidsvereisten in acht zijn genomen. Op basis hiervan besloot het Openbaar Ministerie (OM) of een strafvervolging moest worden ingesteld. In het buitenland leidde dit tot verontwaardiging en kritiek.
Er werden verdere stappen gezet naar Europese samenwerking. Op 2 oktober 1997 werd het Verdrag van Amsterdam getekend waardoor het Europees Parlement voor sommige beleidsterreinen meer beslissingsbevoegdheiden kreeg en de rol van de Europese Unie bij het werkgelegenheidsbeleid werd vergroot.
In 1998 bracht minister van Volkshuisvesting, Ruimtelijke Ordening en Milieubeheer Margreeth de Boer het Derde Nationaal Milieubeleidsplan uit. De doelstellingen uit de vorige Milieubeleidsplannen bleven richtinggevend. Het milieubeleid moest meer dan voorheen worden ingebed in een integraal omgevingsbeleid. Handhaving en bestrijding van milieucriminaliteit kregen meer aandacht.

### Srebrenica
Een ander heet hangijzer van het kabinet was de inzet van Nederlandse troepen in VN-verband in Bosnië dat door het vorige kabinet was besloten. Dit bataljon van Nederlandse militairen, beter bekend als Dutchbat was te licht bewapend uitgezonden en had met vage toezeggingen van de VN luchtsteun ter beschikking gekregen. Dutchbat had als missie om een zogenoemde "safe area" of "veilige haven" te beschermen in het plaatsje Potočari in de buurt van Srebrenica. Op 11 juli 1995 viel de "safe area" nadat Dutchbat de onder andere de eerder beloofde luchtsteun niet ontving. De Val van Srebrenica leed tot de deportatie en genocide van meer dan 7000 moslimjongens en mannen door Bosnisch-Servische troepen onder de leiding van de opperbevelhebber van de Bosnisch-Servische troepen generaal Ratko Mladić. De verantwoordelijkheid en gevolgen van de Val van Srebrenica leid tot jaren van onderzoeken en rechtszaken. Op 10 april 2002 verscheen het eindrapport van het NIOD Instituut voor Oorlogs-, Holocaust- en Genocidestudies over de rol die Dutchbat had gehad bij de Val van Srebrenica. Naar aanleiding van de resultaten hiervan diende het kabinet-Kok II op 16 april 2002 zijn ontslag in. Een dag later werd er door de Tweede Kamer een parlementaire enquêtecommissie ingesteld die de Nederlandse verantwoording bij de Val van Srebrenica verder moest onderzoeken.

### Personele wijzigingen
Op 28 juni 1996 trad staatssecretaris van Sociale Zaken en Werkgelegenheid Robin Linschoten (VVD) af, omdat hij onvoldoende vertrouwen kreeg van de Tweede Kamer in een debat over een rapport van de commissie-Van Zijl over het College van Toezicht Sociale Verzekeringen (Ctsv). Op 2 juli 1996 werd de Amsterdamse wethouder Frank de Grave (VVD) beëdigd als zijn opvolger.

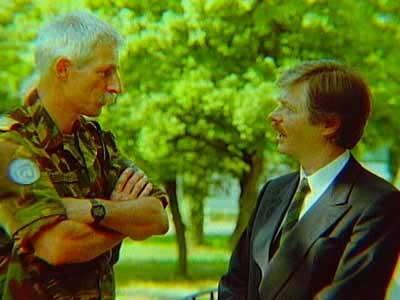
Commandant van Dutchbat luitenant-kolonel Thom Karremans en minister van Defensie Joris Voorhoeve in Zagreb vlak voor de Val van Srebrenica in juli 1995.

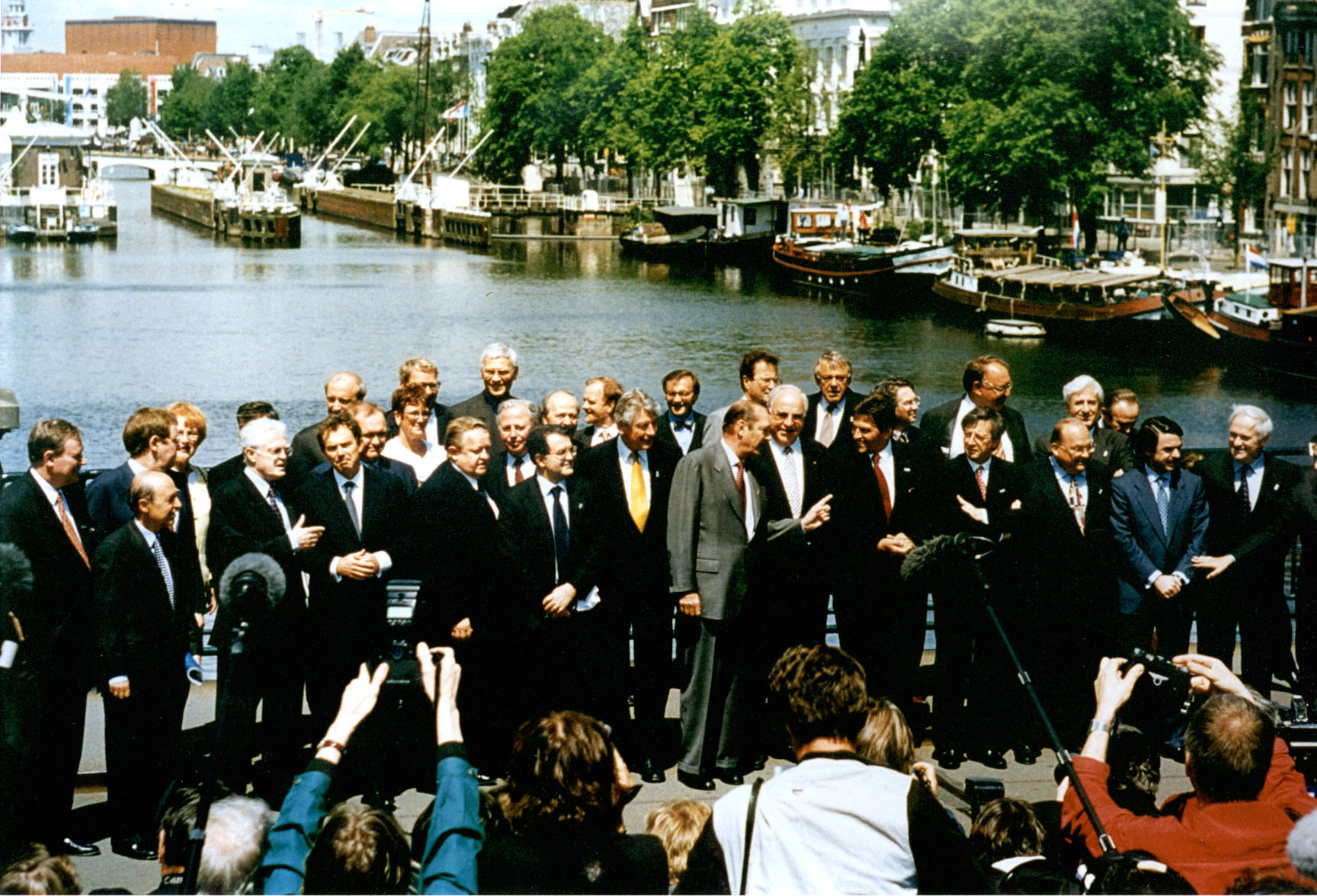
Regeringsleiders van de Europese Unie vlak voor het tekenen van het Verdrag van Amsterdam op 2 oktober 1997.

## Ambtsbekleders
| Ambtsbekleders                       | Ambtsbekleders                | Ambtsbekleders                                | Minister / Ministerie                        | Minister / Ministerie | Termijn                            | Partij |
| ------------------------------------ | ----------------------------- | --------------------------------------------- | -------------------------------------------- | --- | ---------------------------------- | ------ |
|                                      | W. (Wim) Kok                  | W. (Wim) Kok (1938–2018)                      | Minister-president / Minister                | Algemene Zaken | 22 augustus 1994 – 22 juli 2002    | PvdA   |
|                                      | H.F. (Hans) Dijkstal          | H.F. (Hans) Dijkstal (1943–2010)              | Vicepremier                                  | Binnenlandse Zaken | 22 augustus 1994 – 3 augustus 1998 | VVD    |
| Minister                             | H.F. (Hans) Dijkstal          | H.F. (Hans) Dijkstal (1943–2010)              |                                              | Binnenlandse Zaken | 22 augustus 1994 – 3 augustus 1998 | VVD    |
|                                      | H.A.F.M.O. (Hans) van Mierlo  | mr. H.A.F.M.O. (Hans) van Mierlo (1931–2010)  | Vicepremier                                  | Buitenlandse Zaken | 22 augustus 1994 – 3 augustus 1998 | D66    |
| Minister                             | H.A.F.M.O. (Hans) van Mierlo  | mr. H.A.F.M.O. (Hans) van Mierlo (1931–2010)  |                                              | Buitenlandse Zaken | 22 augustus 1994 – 3 augustus 1998 | D66    |
|                                      | G. (Gerrit) Zalm              | drs. G. (Gerrit) Zalm (1952)                  | Minister                                     | Financiën | 22 augustus 1994 – 4 juni 1996     | VVD    |
|                                      | G.J. (Hans) Wijers            | dr. G.J. (Hans) Wijers (1951)                 | Minister                                     | Financiën | 4 juni 1996 – 26 juni 1996         | D66    |
|                                      | G. (Gerrit) Zalm              | drs. G. (Gerrit) Zalm (1952)                  | Minister                                     | Financiën | 26 juni 1996 – 22 juli 2002        | VVD    |
|                                      | W. (Winnie) Sorgdrager        | mr. W. (Winnie) Sorgdrager (1948)             | Minister                                     | Justitie | 22 augustus 1994 – 3 augustus 1998 | D66    |
|                                      | G.J. (Hans) Wijers            | dr. G.J. (Hans) Wijers (1951)                 | Minister                                     | Economische Zaken | 22 augustus 1994 – 3 augustus 1998 | D66    |
|                                      | J.J.C. (Joris) Voorhoeve      | dr.ir. J.J.C. (Joris) Voorhoeve (1945)        | Minister                                     | Defensie | 22 augustus 1994 – 3 augustus 1998 | VVD    |
| Minister                             | J.J.C. (Joris) Voorhoeve      | dr.ir. J.J.C. (Joris) Voorhoeve (1945)        | Nederlands- Antilliaanse en Arubaanse Zaken  | | 22 augustus 1994 – 3 augustus 1998 | VVD    |
|                                      | E. (Els) Borst                | dr. E. (Els) Borst (1932–2014)                | Minister                                     | Volksgezondheid, Welzijn en Sport | 22 augustus 1994 – 22 juli 2002    | D66    |
|                                      | A.P.W. (Ad) Melkert           | drs. A.P.W. (Ad) Melkert (1956)               | Minister                                     | Sociale Zaken en Werkgelegenheid | 22 augustus 1994 – 3 augustus 1998 | PvdA   |
|                                      | J.M.M. (Jo) Ritzen            | dr.ir. J.M.M. (Jo) Ritzen (1945)              | Minister                                     | Onderwijs, Cultuur en Wetenschap | 7 november 1989 – 3 augustus 1998  | PvdA   |
|                                      | A. (Annemarie) Jorritsma      | A. (Annemarie) Jorritsma (1950)               | Minister                                     | Verkeer en Waterstaat | 22 augustus 1994 – 3 augustus 1998 | VVD    |
|                                      | J.J. (Jozias) van Aartsen     | J.J. (Jozias) van Aartsen (1947)              | Minister                                     | Landbouw, Natuurbeheer en Visserij | 22 augustus 1994 – 3 augustus 1998 | VVD    |
|                                      | M. (Margreeth) de Boer        | M. (Margreeth) de Boer (1939)                 | Minister                                     | Volkshuisvesting, Ruimtelijke Ordening en Milieubeheer | 22 augustus 1994 – 3 augustus 1998 | PvdA   |
| Ambtsbekleder                        | Ambtsbekleder                 | Ambtsbekleder                                 | Minister / Portefeuille / Ministerie         | Minister / Portefeuille / Ministerie | Termijn                            | Partij |
|                                      | J.P. (Jan) Pronk              | drs. J.P. (Jan) Pronk (1940)                  | Minister                                     | • Ontwikkelings- samenwerking (Buitenlandse Zaken) | 7 november 1989 – 3 augustus 1998  | PvdA   |
| Ambtsbekleders                       | Ambtsbekleders                | Ambtsbekleders                                | Staatssecretaris / Portefeuille / Ministerie | Staatssecretaris / Portefeuille / Ministerie | Termijn                            | Partij |
|                                      |                               | A.G.M. (Tonny) van de Vondervoort (1950)      | Staatssecretaris                             | • Agglomeratie Zaken • Rijksdienst • Gemeentelijke Herindeling (Binnenlandse Zaken)                                                                       | 22 augustus 1994 – 3 augustus 1998 | PvdA   |
|                                      | J. (Jacob) Kohnstamm          | mr. J. (Jacob) Kohnstamm (1949)               | Staatssecretaris                             | • Grote Stedenbeleid • Informatie- voorzieningsbeleid • Rampenbestrijding • Hulpverlening (Binnenlandse Zaken)                                            | 22 augustus 1994 – 3 augustus 1998 | D66    |
|                                      | M. (Michiel) Patijn           | mr. M. (Michiel) Patijn (1942)                | Staatssecretaris                             | • Europese Zaken (Buitenlandse Zaken) | 22 augustus 1994 – 3 augustus 1998 | VVD    |
|                                      | W.A.F.G. (Willem) Vermeend    | mr.dr. W.A.F.G. (Willem) Vermeend (1948)      | Staatssecretaris                             | • Fiscale Zaken • Belastingdienst • Agglomeratie Zaken • Kansspelen • Staatsloterij • Muntwezen (Financiën)                                               | 22 augustus 1994 – 24 maart 2000   | PvdA   |
|                                      | E.M.A. (Elizabeth) Schmitz    | mr. E.M.A. (Elizabeth) Schmitz (1938–2024)    | Staatssecretaris                             | • Integratie • Immigratie • Asielzaken • Vreemdelingenzaken • Rechtsbescherming • Personen- en Familierecht • Kansspelen • Jeugdbescherming (Justitie)    | 22 augustus 1994 – 3 augustus 1998 | PvdA   |
|                                      | A. (Anneke) van Dok-van Weele | A. (Anneke) van Dok- van Weele (1947)         | Staatssecretaris                             | • Internationale Handel • Exportbevordering • Midden- en Kleinbedrijf • Regionale Industrialisatie • Consumentenbeleid • Toerisme (Economische Zaken)     | 22 augustus 1994 – 3 augustus 1998 | PvdA   |
|                                      | J.Ch. (Jan) Gmelich Meijling  | drs. J.Ch. (Jan) Gmelich Meijling (1936–2012) | Staatssecretaris                             | • Materieel- voorzieningen • Personeelsbeleid • Herstructurering Krijgsmacht (Defensie)                                                                   | 22 augustus 1994 – 3 augustus 1998 | VVD    |
|                                      | E.G. (Erica) Terpstra         | E.G. (Erica) Terpstra (1943)                  | Staatssecretaris                             | • Welzijnsbeleid • Jeugdbeleid • Ouderenbeleid • Gehandicapten- beleid • Minderhedenbeleid • Voedselkwaliteit • Sport (Volksgezondheid, Welzijn en Sport) | 22 augustus 1994 – 3 augustus 1998 | VVD    |
|                                      | R.L.O. (Robin) Linschoten     | R.L.O. (Robin) Linschoten (1956)              | Staatssecretaris                             | • Sociale Zekerheid • Arbeids- omstandigheden • Armoedebeleid • Bijstandszaken (Sociale Zaken en Werkgelegenheid)                                         | 22 augustus 1994 – 28 juni 1996    | VVD    |
|                                      | F.H.G. (Frank) de Grave       | mr. F.H.G. (Frank) de Grave (1955)            | Staatssecretaris                             | • Sociale Zekerheid • Arbeids- omstandigheden • Armoedebeleid • Bijstandszaken (Sociale Zaken en Werkgelegenheid)                                         | 2 juli 1996 – 3 augustus 1998      | VVD    |
|                                      | T. (Tineke) Netelenbos        | T. (Tineke) Netelenbos (1944)                 | Staatssecretaris                             | • Basisonderwijs • Algemeen Voortgezet Onderwijs • Speciaal Onderwijs (Onderwijs, Cultuur en Wetenschap)                                                  | 22 augustus 1994 – 3 augustus 1998 | PvdA   |
|                                      | A. (Aad) Nuis                 | drs. A. (Aad) Nuis (1933–2007)                | Staatssecretaris                             | • Cultuurbeleid • Kunstbeleid • Mediabeleid • Stelselherziening Hoger Onderwijs • Wetenschapsbeleid (Onderwijs, Cultuur en Wetenschap)                    | 22 augustus 1994 – 3 augustus 1998 | D66    |
|                                      | D.K.J. (Dick) Tommel          | dr. D.K.J. (Dick) Tommel (1942–2023)          | Staatssecretaris                             | • Volkshuisvesting • Milieuzaken (Volkshuisvesting, Ruimtelijke Ordening en Milieubeheer)                                                                 | 22 augustus 1994 – 3 augustus 1998 | D66    |
| Bron: Kabinet-Kok I Rijksoverheid.nl |                               |                                               |                                              | |                                    |        |

## Kabinetsformatie
- Tweede Kamerverkiezingen 1994: 3 mei 1994
- Beëdiging kabinet: 22 augustus 1994
- Duur formatie: 111 dagen
- Informateur
  - Herman Tjeenk Willink (PvdA), (6 mei 1994 – 13 mei 1994) 8 dagen
- Informateurs
  - Klaas de Vries (PvdA), (14 mei 1994 – 26 juni 1994) 44 dagen
  - Gijs van Aardenne (VVD), (14 mei 1994 – 26 juni 1994) 44 dagen
  - Jan Vis (D66), (14 mei 1994 – 26 juni 1994) 44 dagen
- Informateur
  - Herman Tjeenk Willink (PvdA), (27 juni 1994 – 5 juli 1994) 9 dagen
- Informateur
  - Wim Kok (PvdA), (6 juli 1994 – 28 juli 1994) 23 dagen
- Formateur
  - Kok (PvdA), (29 juli 1994 – 19 augustus 1994) 22 dagen

Het bijzondere van dit kabinet was dat voor het eerst sinds 1918 een kabinet werd geformeerd waarin christelijke partijen niet waren vertegenwoordigd. Bij de verkiezingen van 1994 verloor het CDA 20 zetels en was een meerderheid in de Tweede Kamer mogelijk van andere partijen (PvdA, VVD en D66) die bereid waren met elkaar samen te werken.
Dit "paarse" kabinet kwam niet zo maar tot stand. Tjeenk Willink werd door de koningin aangesteld om de mogelijkheid van deze combinatie te onderzoeken. Nadat hij had geadviseerd een drietal informateurs (van alle paarse partijen) aan te stellen, volgde een periode van zes weken waarin gepraat werd met de fractieleiders van PvdA, VVD en D66, tot eind juni. Doordat VVD-leider Frits Bolkestein zich terugtrok van de onderhandelingen, ontstond een patstelling, omdat de PvdA, de VVD, D66 en het CDA allemaal een andere coalitievoorkeur hadden.
Een volgende poging van Tjeenk Willink was het voorstel om een concept-regeerakkoord te laten schrijven en dat aan de onderhandelaars voor te leggen. De koningin vroeg Wim Kok om het programma te schrijven. Toen dit concept enkele weken later klaar was, konden zowel CDA, VVD als D66 zich in dit programma vinden.
Omdat een kabinet met de vier grootste partijen te breed was, moest Kok één partij buitenspel zetten. Hij koos voor samenwerking met D66 en VVD, een coalitie die uiteindelijk in augustus was gesmeed.